# Hrach Titizian
Hrach Titizian (Armenisch: Հրաչ Տիտիզյան; * 26. Mai 1979 in Los Angeles, Kalifornien) ist ein US-amerikanischer Schauspieler und Regisseur armenischer Abstammung.

## Leben und Karriere
Hrach Titizian wurde als Sohn armenischer Migranten in Los Angeles geboren. Er wuchs in Glendale, Kalifornien auf, besuchte eine armenische Schule und spricht die Sprache daher fließend.
Seit dem Jahre 2000 ist er als Schauspieler aktiv. Er ist seitdem regelmäßig in Film- und Fernsehproduktionen aus seinem Heimatland zu sehen. Darüber hinaus ist er auch als Theaterschauspieler aktiv. So war er 2009 am Kirk Douglas Theatre in dem Stück Bengal Tiger in the Baghdad Zoo zu sehen. Größere Bekanntheit erlangte er allerdings erst 2011, als er in der Spionageserie Homeland die Rolle des Analysten Danny Galvez verkörperte. Diese Rolle spielte er auch in der zweiten Staffel. Seitdem folgten Gastauftritte in Serien wie Bones – Die Knochenjägerin oder Castle.
2013 gab er mit The Love Quadrangle sein Regiedebüt.

## Filmografie (Auswahl)
- 2000: Beverly Hills, 90210 (Fernsehserie, Episode 10x23)
- 2001: The Beast (Fernsehserie, 6 Episoden)
- 2003: Navy CIS (NCIS, Fernsehserie, Episode 1x08)
- 2004: The Shield – Gesetz der Gewalt (The Shield, Fernsehserie, Episode 3x14)
- 2005: Alias – Die Agentin (Alias, Fernsehserie, Episode 5x03)
- 2005: The Life Coach
- 2007: Operation: Kingdom
- 2007–2010: 24 (Fernsehserie, 8 Episoden)
- 2008: Mind of Mencia (Fernsehserie, Episode 4x07)
- 2008: Float
- 2009: Männer, die auf Ziegen starren (The Men Who Stare at Goats)
- 2010: Navy CIS: L.A. (Fernsehserie, Episode 2x02)
- 2011: L.A., I Hate You
- 2011–2012: Homeland (Fernsehserie, 15 Episoden)
- 2012: Common Law (Fernsehserie, Episode 1x11)
- 2013: Night of the Templar
- 2013: Castle (Fernsehserie, Episode 5x23)
- 2014: Intelligence (Fernsehserie, Episode 1x02)
- 2014: Unforgettable (Fernsehserie, Episode 3x10)
- 2015: Bones – Die Knochenjägerin (Bones, Fernsehserie, Episode 10x19)
- 2016: Bosch (Fernsehserie, 2 Episoden)
- 2016: Pure Genius (Fernsehserie, Episode 1x06)
- 2018: Take Two (Fernsehserie, Episode 1x03)
- 2018: S.W.A.T. (Fernsehserie, Episode 2x03)
- 2020–2021: The Rookie (Fernsehserie, 3 Episoden)